# Bitwa o Kijów (1943)
Bitwa o Kijów – bitwa na froncie wschodnim podczas II wojny światowej stoczona między 3 listopada a 23 grudnia 1943 roku między Armią Czerwoną a Wehrmachtem. 26 sierpnia 1943 roku oddziały radzieckich frontów Centralnego, Woroneskiego i Stepowego rozpoczęły operację czernihowsko-połtawską będącą częścią większej ofensywy w kierunku Dniepru, mającej na celu wyzwolenie spod okupacji niemieckiej całej Ukrainy na wschód od Dniepru, sforsowanie tej rzeki i kontynuowanie działań na drugim brzegu. Celem samej operacji czernihowsko-połtawskiej było wyzwolenie lewobrzeżnej Ukrainy. Do końca września 1943 roku wojska radzieckie dotarły do Dniepru i utworzyły wiele przyczółków na prawym brzegu rzeki. Zadaniem Frontu Woroneskiego nacierającego w kierunku Kijowa było wyzwolenie tego miasta, jednak wykonanie tego zadania z marszu było niemożliwe z powodu silnej obrony niemieckiej. Z tego powodu dowództwo frontu zadecydowało o utworzeniu dwóch przyczółków na prawym brzegu Dniepru – jeden na północ i jeden na południe od Kijowa – które miały zostać użyte do natarcia na miasto. W październiku 1943 roku oddziały radzieckie podjęły dwie próby wyprowadzenia uderzenia na Kijów z przyczółka bukryńskiego położonego na południe od miasta, które zakończyły się porażką. Stawka i dowództwo Frontu Woroneskiego zdecydowały się wtedy na przeniesienie głównego ciężaru działań bojowych na przyczółek liuteski, położony na północ od Kijowa, skąd miało zostać przeprowadzone uderzenie na Kijów.
3 listopada 1943 roku wojska 1 Frontu Ukraińskiego przystąpiły do ofensywy na Kijów. Po kilku dniach zaciętych walk Armia Czerwona 6 listopada wyzwoliła Kijów spod okupacji niemieckiej. Po wyzwoleniu stolicy Ukrainy siły radzieckie kontynuowały swoją ofensywę w głąb Ukrainy, ścigając wycofujące się wojska niemieckie. Dowództwo Grupy Armii „Południe” podjęło wtedy decyzję o przeprowadzeniu kontruderzenia mającego na celu odbicie Kijowa. 15 listopada Wehrmacht przystąpił do kontruderzenia. Pomimo początkowych sukcesów i zdobycia Żytomierza oraz kilku innych miast niemieckie natarcie zostało powstrzymane przez radziecką obronę i siły niemieckie zostały zmuszone do odwrotu. Było to ostatnie przeciwuderzenie feldmarsz. Ericha von Mansteina (dowódcy Grupy Armii „Południe”) podczas II wojny światowej. 24 grudnia 1943 roku, dzień po zatrzymaniu niemieckiego kontruderzenia, Armia Czerwona rozpoczęła operację dnieprowsko-karpacką, która do połowy kwietnia 1944 roku wyzwoliła całą Ukrainę i polskie Kresy (z wyjątkiem Lwowa) na zachód od Dniepru.

## Podłoże

### Ofensywa Armii Czerwonej na lewobrzeżnej Ukrainie
Po zwycięskiej bitwie na łuku kurskim Stawka planowała kontynuowanie działań ofensywnych na lewobrzeżnej Ukrainie. Do przeprowadzenia jesiennej ofensywy w pasie frontów Centralnego, Woroneskiego i Stepowego, zajmujących tylko 15% frontu wschodniego, zgromadzono 29% oddziałów piechoty, kawalerii i wojsk desantowych, 37% artylerii, ponad 50% oddziałów pancernych i zmechanizowanych oraz znaczną część lotnictwa. Od armii tych frontów oczekiwano zepchnięcia Niemców za Dniepr, pokonania Grupy Armii „Południe” i osiągnięcia rubieży Mohylów Podolski – Rybnica – Chersoń. Przed rozpoczęciem operacji czernihowsko-połtawskiej siły Frontu Woroneskiego liczyły 665 500 żołnierzy, Frontu Centralnego 579 600 żołnierzy, a Frontu Stepowego 336 200 żołnierzy.

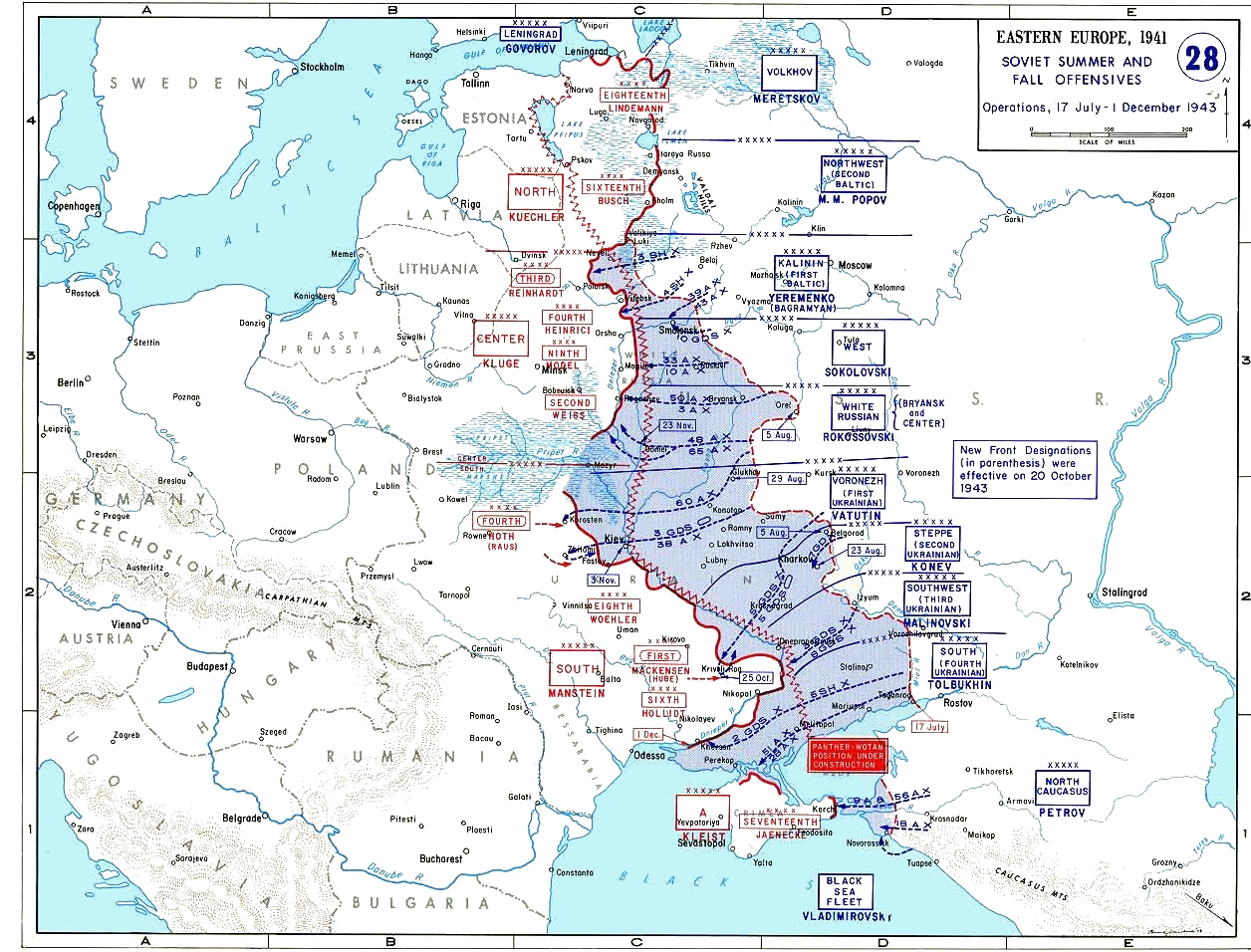
Mapa ofensywy Armii Czerwonej w kierunku Dniepru późnym latem i jesienią 1943 roku wraz z innymi operacjami wojsk radzieckich bardziej na północy i południu

26 sierpnia 1943 roku wojska Frontu Centralnego gen. Konstantego Rokossowskiego przystąpiły do operacji czernihowsko-połtawskiej (zakończonej 30 września) uderzając najpierw w kierunku Siewska. Tego samego dnia jednostki Frontu Woroneskiego rozpoczęły ofensywę w kierunku Połtawy i Krzemieńczuka, mając na celu utworzenie przyczółków po drugiej stronie Dniepru. Wieczorem 27 sierpnia, po zaciekłych walkach z niemiecką 2 Armią z Grupy Armii „Środek”, 65 Armia Frontu Centralnego (dowódca gen. Paweł Batow) wspólnie z 4 Korpusem Artylerii Przełamania i 2 Armią Pancerną (dowódca gen. Aleksiej Rodin) wyzwoliły Siewsk. Gen. Rokossowski rozkazał wtedy dowódcy 60 Armii gen. Iwanowi Czerniachowskiemu, którego armia działała na skrzydłach zgrupowania uderzającego na Siewsk, parcia naprzód z największą prędkością. Do wieczora 31 sierpnia 60 Armia posunęła się do przodu o 60 km i poszerzyła wyłom do 100 km. Z tego powodu Niemcy zmuszeni byli do szybkiego wycofania się, co umożliwiło 65. i 48 Armii dowodzonej przez gen. Prokofija Romanienkę (także działającej na skrzydłach zgrupowania, które wyzwoliło Siewsk) zwiększenie tempa natarcia.
Po tym jak siły Frontu Centralnego osiągnęły linię Desny Rokossowski rozkazał 65. i 48 Armii sforsować tę rzekę i wyzwolić Nowogród Siewierski. 13 Armia dowodzona przez gen. Nikołaja Puchowa, która nacierała na głównym kierunku, otrzymała rozkaz nacierania wzdłuż lewego brzegu tej rzeki, sforsowania jej na południe od Czernihowa i uderzania w kierunku Dniepru, a następnie sforsowania go z marszu i zdobycia przyczółka na południe od Czarnobyla.
W tym samym czasie 60 Armia kontynuowała swoje działania. 6 września wyzwoliła Konotop, a 9 września Bachmacz, dzięki czemu okrążyła i zniszczyła po dwóch dniach cztery niemieckie dywizje piechoty. 15 września wyzwoliła Nieżyn, przez co droga na Kijów stała otwarta. Jednocześnie wojska Frontu Woroneskiego toczyły ciężkie walki na linii Romny – Łochwica. Pozostawały one w tyle za lewym skrzydłem Frontu Centralnego o 120 km. Spowodowało to powstanie dużej luki pomiędzy tymi frontami, zmuszając 60 Armię do przerwania swoich operacji i zabezpieczenia swojej odsłoniętej flanki. W drugiej połowie września, na rozkaz Stawki, linia rozgraniczenia pomiędzy Frontem Centralnym a Woroneskim została przesunięta ku północy i Kijów znalazł się w strefie operacyjnej Frontu Woroneskiego. Odtąd jego zadaniem było wyzwolenie tego miasta. Po jego wykonaniu miał nacierać w kierunku na Berdyczów, Żmerynkę i Mohylów Podolski. Front Centralny miał nacierać na Czernihów.
Jednocześnie feldmarsz. Erich von Manstein, dowódca Grupy Armii „Południe”, domagał się od Hitlera zezwolenia na wycofanie wszystkich wojsk jego grupy armii za Dniepr z obawy przed szybkimi postępami Frontu Centralnego, którego wojska mogły odciąć oddziały niemieckie na wschód od Dniepru stawiające opór Frontowi Woroneskiemu. Dzięki temu Front Centralny mógłby później bez problemów wyzwolić Kijów. Zamiarem Mansteina po wycofaniu Grupy Armii „Południe” za Dniepr było skoncentrowanie wszystkich jego wojsk do obrony Kijowa, którego Manstein zamierzał bronić za wszelką cenę. Manstein domagał się także wycofania za Dniepr Grupy Armii „Środek”, dzięki czemu front zostałby skrócony, a Grupa Armii „Południe” mogłaby otrzymać dodatkowe jednostki od Grupy Armii „Środek”. Ostatecznie 15 września Hitler zgodził się na wycofanie Grupy Armii „Południe” na linię Desna–Dniepr–Melitopol. Jednocześnie obiecał wzmocnienie wojsk Mansteina jednostkami piechoty z Europy Zachodniej i czterema dywizjami z Grupy Armii „Środek”.

### Walki na przyczółkach bukryńskim i liuteskim

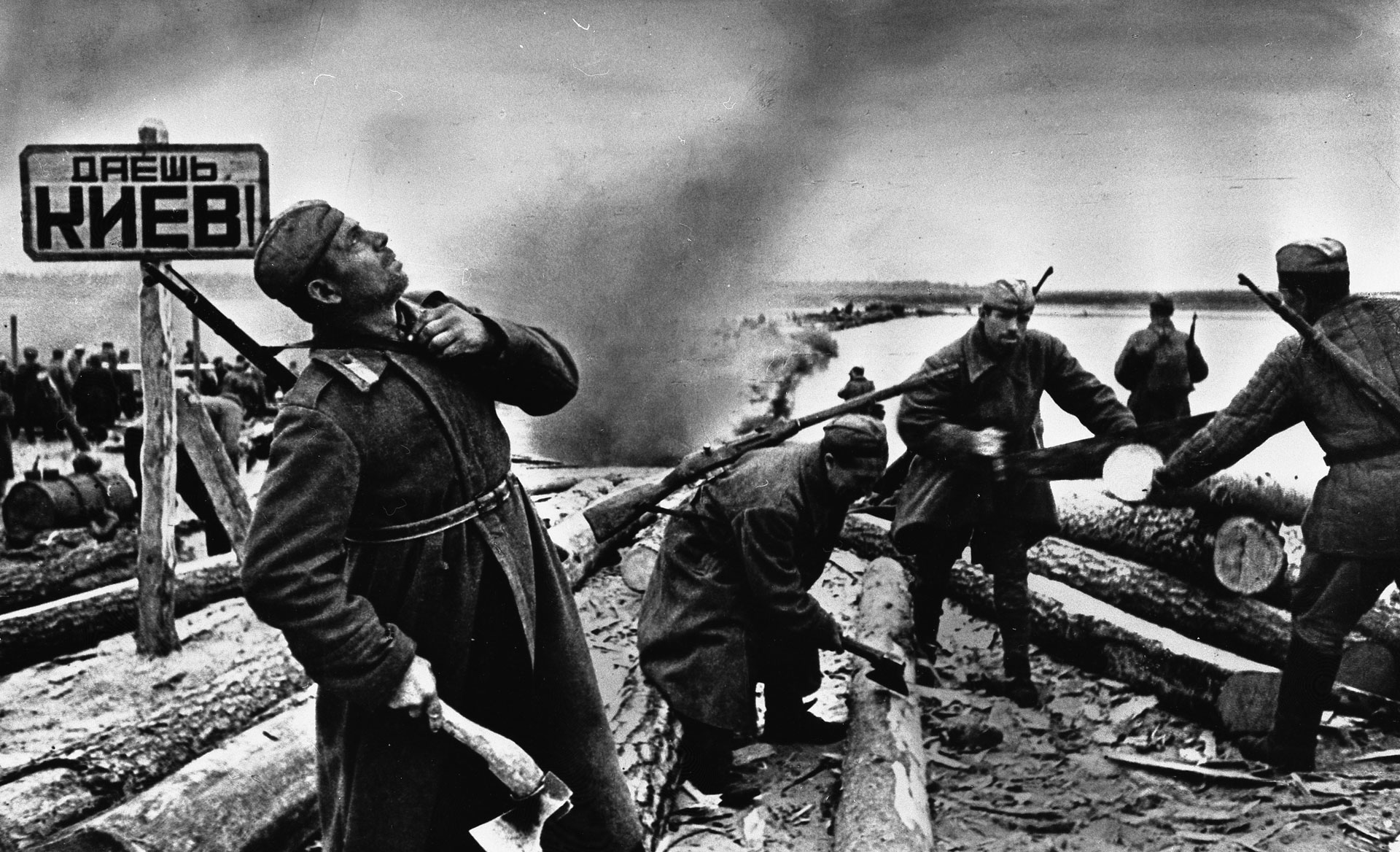
Budowa tratw do przeprawy przez Dniepr. Napis na tablicy głosi: „Na Kijów!”

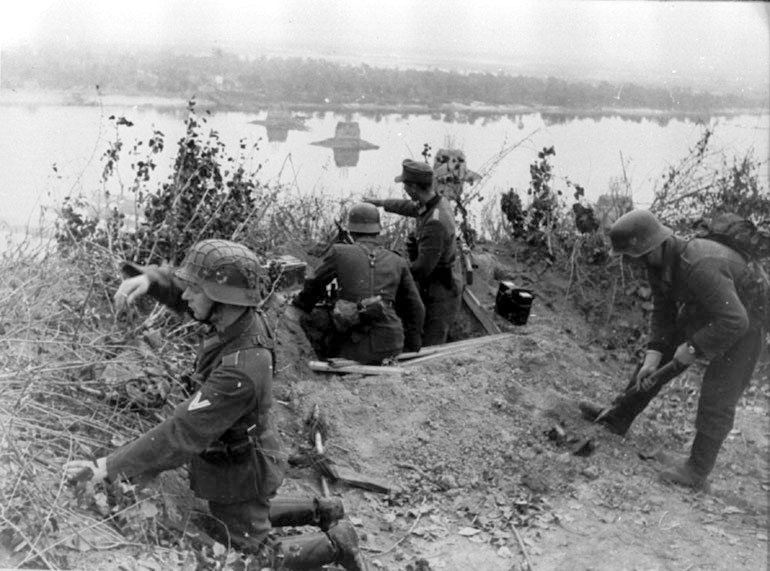
Niemieckie oddziały na pozycjach obronnych nad Dnieprem

W tym czasie Front Woroneski nacierał w kierunku Romny–Perejasław. 9 września Stawka wydała dyrektywę, w której zdefiniowała zadanie i pas działania frontu. Do obrony rejonu Kijowa z Grupy Armii „Południe” wydzielono aż 30 dywizji, w tym 7 pancernych. Bezpośredni atak na miasto był niemożliwy. Z tego powodu głównym celem operacji było obejście Kijowa od południa zamiast wykonania ataku frontalnego. Front Woroneski miał tego dokonać poprzez zniszczenie wojsk przeciwnika na lewym brzegu Dniepru, wyzwolenie wszystkich terenów w strefie operacyjnej frontu, a także od 1 do 5 października zdobycie przyczółków za pomocą jednostek pancernych i zmechanizowanych na odcinku Rzyszczów–Czerkasy, a następnie kontynuowanie operacji na prawym brzegu Dniepru. Na prawym skrzydle Frontu główne uderzenie miały wykonać 38., 40 Armia, 3 Gwardyjska Armia Pancerna (dowódca gen. Paweł Rybałko), trzy korpusy pancerne i jeden korpus kawalerii. Główne siły tej grupy uderzeniowej powinny według planów wyjść na odcinek Rzyszczów–Kaniów (szerokość w linii prostej ok. 40 km). Po natarciu grupy uderzeniowej do działań miały przystąpić armie 47., 52. i 27. Ich zadaniem było atakowanie na centralnym odcinku frontu i wyjście nad Dniepr w rejonie Czerkas (ok. 50 km na południe od Kaniowa). 4 Gwardyjska Armia miała ubezpieczać front od południa i pomóc Frontowi Stepowemu w wyzwoleniu Połtawy i Krzemieńczuka. Jednostkami odpowiedzialnymi za zdobycie przyczółków na odcinku Rzyszczów–Czerkasy były 3 Gwardyjska Armia Pancerna, 5., 2. i 10 Korpus Pancerny oraz 1 Gwardyjski Korpus Kawalerii. Przed rozpoczęciem uderzenia na Kijów w skład Frontu Woroneskiego wchodziły armie 38., 40., 47., 52. i 27. oraz 4. i 6 Gwardyjska, 3 Gwardyjska Armia Pancerna, trzy korpusy pancerne (2., 5. i 10.), 3 Gwardyjski Korpus Zmechanizowany i 1 Gwardyjski Korpus Kawalerii. Podczas operacji doszło do zmiany tego składu. 6 Gwardyjska Armia została wycofana do odwodu Naczelnego Dowództwa, a 29 września 52 Armia i 4 Gwardyjska Armia zostały przekazane Frontowi Stepowemu, jednocześnie Front Woroneski otrzymał od Frontu Centralnego 13. i 60 Armię wraz z ich pasami działania.
Na prawym skrzydle Frontu Woroneskiego nacierały 38 Armia (w kierunku na Kijów) i 40 Armia (w kierunku na Perejasław). 3 Gwardyjska Armia Pancerna nacierała wspólnie z tymi armiami i po sforsowaniu rzeki Suła pokonywały one 25–30 km na dobę. Od 16 września opór niemiecki zaczął słabnąć, ponieważ główne jednostki niemieckie wycofywały się za Dniepr, dzięki czemu wojska radzieckie nacierały bez problemów. Na lewym skrzydle frontu nacierały armie 47., 52., 27. i 4 Gwardyjska, które pozostawały jednak w tyle za szybko posuwającymi się armiami prawego skrzydła. Po sforsowaniu rzeki Udej (dopływ Suły) 3 Gwardyjska Armia Pancerna zaczęła nacierać w pasie 40 Armii, ponieważ na tym kierunku Rosjanie zamierzali utworzyć przyczółek, z którego mieli uderzyć na Kijów. Przyczółek ten znajdował się 60 km na południe od Kijowa w dużym zakolu Dniepru, który skręca dużym łukiem na północny wschód, dzięki czemu radziecka artyleria mogła go ostrzeliwać aż z trzech stron. W centrum tego przyczółka leżała miejscowość Wielki Bukryn, co dało mu nazwę przyczółek bukryński. Jednak sforsowanie Dniepru w tym miejscu, a następnie zajęcie tego przyczółka nie było łatwym zadaniem. Dniepr osiągał w tym rejonie 800 m szerokości, a jego głębokość dochodziła do 12 m. Prawy brzeg był bardzo wysoki (wznosił się na 60–80 m, a w pobliżu wsi Hrihoriwka nawet 150 m) i umożliwiał kontrolowanie płaskiego lewego brzegu ze znacznej odległości. Na przyczółku bukryńskim było wiele jarów o głębokości 30–40 m oraz dolin o wysokich urwiskach, co bardzo nie sprzyjało użyciu wojsk pancernych.
Niemcy szybko zorientowali się, że Rosjanie chcą utworzyć w tym miejscu przyczółek i gen. Otto Wöhler (dowódca 8 Armii broniącej tego odcinka Dniepru) nakazał XXIV Korpusowi Pancernemu dowodzonego przez gen. Walthera Nehringa i wchodzącego w skład jego armii, który w tym czasie wycofywał się przez most kolejowy w Kaniowie, obsadzenie brzegu bukryńskiego, na którym dotychczas nie było żadnych wojsk niemieckich. Rozpoczął się wyścig czołgów gen. Rybałki i gen. Nehringa. 21 września po 200-kilometrowym marszu 3 Gwardyjska Armia Pancerna dotarła do Dniepru na odcinku Kozince–Horodyszcze. Pierwszą jednostką tej armii pancernej, która dotarła do tej rzeki była 51 Gwardyjska Brygada Pancerna ppłk. Nowochiatki, wchodząca w skład 6 Gwardyjskiego Korpusu Pancernego. Pomimo braku odpowiedniego sprzętu do forsowania rzek i skromnej ilości przeprawowych pontonów jednej z kompanii 51 Gwardyjskiej Brygady Pancernej dowodzonej przez ppor. Sinaszkina udało się 22 września sforsować Dniepr. Ze wsparciem partyzantów kompanii udało się następnie wyzwolić wieś Hrihoriwkę, leżącą w południowej części przyczółka bukryńskiego. Dzień wcześniej, 21 września, jednostki 13 Armii Frontu Centralnego sforsowały Dniepr na północ od Kijowa w rejonie miejscowości Mijewo, a 22 września wylądowały tam główne siły tej armii. W pierwszym tygodniu forsowania Dniepru wojska Frontu Woroneskiego utworzyły kilka małych przyczółków o które musiały stoczyć zażarte walki, by je utrzymać.

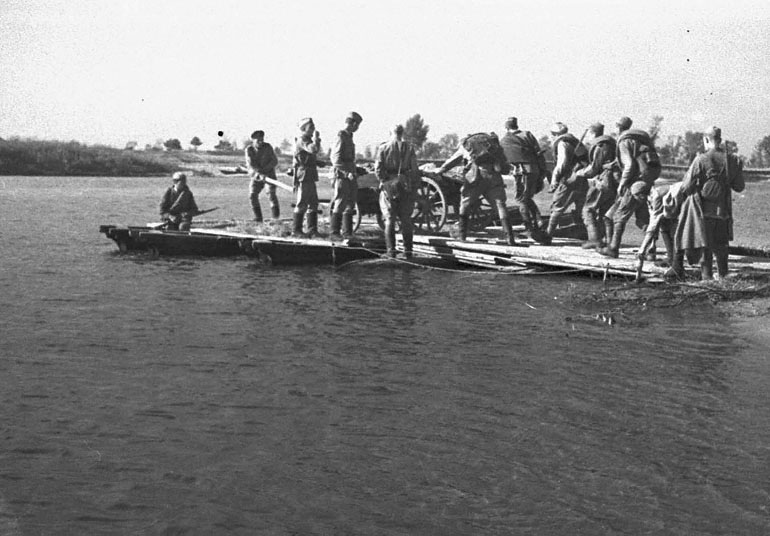
Przekraczanie Dniepru na zaimprowizowanych tratwach

Naczelne Dowództwo Armii Czerwonej i Frontu Woroneskiego zdecydowało się wtedy desantować w rejonie przyczółka bukryńskiego dwie brygady powietrznodesantowe. Brygady te miały ubezpieczyć i chronić przyczółek od niemieckich kontrataków. Zadaniem 5 Brygady Powietrznodesantowej było powstrzymanie na zachód od Kaniowa niemieckich posiłków nadchodzących z południowego wschodu, zaś 3 Brygady – bronienie odcinka Szandra–Lipowiec i oczekiwanie na przybycie sił 40 Armii. Następnie po utworzeniu zwartej linii obronnej opartej na bagnach wzdłuż rzeki Rosawa brygady miały stworzyć przyczółek operacyjny wspólnie z jednostkami 40 Armii, którym udało się sforsować Dniepr. Była to największa operacja powietrznodesantowa Armii Czerwonej podczas II wojny światowej. Wczesnym zmierzchem 24 września desant się rozpoczął. Spadochroniarzy desantowano na zachód od miejscowości Dudari i w rejonie miejscowości Kolesyszcze. Jednak z powodu błędów organizacyjnych i złego rozpoznania desant zakończył się porażką. Wielu spadochroniarzy zostało rozrzuconych na wielkim terenie w małych, oddzielnych grupach, skacząc w kilku falach. Rosjanie lądowali wśród niemieckich oddziałów kierujących się w kierunku przyczółka bukryńskiego, przez co większość z nich została zabita zanim wylądowała na ziemi. Według danych rosyjskich do 5 października z desantowanych około 7000 spadochroniarzy odnalazły się 43 grupy liczące 2300 żołnierzy. Byli oni zmuszeni do przerwania swojego pierwotnego zadania i połączenia się z partyzantami w lasach między Kaniowem a Czerkasami.
Jednocześnie toczyły się zaciekłe walki o przyczółki na zakolu bukryńskim. Z powodu szybkiego kontrataku Niemców i ich przewagi w lotnictwie i artylerii, a także braku odpowiedniego sprzętu do forsowania rzek, który umożliwiłby przeprawienie czołgów i ciężkiej artylerii piechota 40 Armii nie była w stanie połączyć kilku taktycznych przyczółków. 29 września 40 Armia została zmuszona przez niemieckie kontrataki do opuszczenia północnych zabudowań Bukrynu i Hrihoriwki oraz wzgórz 210,8 i 244,5.
W tym samym czasie, kiedy toczyły się ciężkie walki o utrzymanie przyczółka bukryńskiego, wojska radzieckie toczyły też walki o powiększenie i utrzymanie przyczółka liuteskiego. 26 września jeden z plutonów 842. pułku strzeleckiego 240 Dywizji Strzeleckiej prawoskrzydłowej 38 Armii (dowódca gen. Nikandr Czibisow) zdobył niewielki przyczółek na prawym brzegu Dniepru kilkanaście kilometrów na północ od Kijowa. Przyczółek ten został utrzymany przez 25 żołnierzy Armii Czerwonej pod dowództwem st. sierż. P. Niefiedowa przez 20 godzin, zanim w nocy z 27 na 28 września dotarły do nich posiłki w postaci 75 żołnierzy. Tylko 10 żołnierzy Niefiedowa przeżyło do przybycia posiłków. Na północ od miejscowości Swaromja jednostki 38 Armii zdobyły drugi nieduży przyczółek i rozpoczęły zaciekłą walkę o utrzymanie i powiększenie ich, jednak bez wsparcia wojsk pancernych było to niemożliwe. Wieczorem 3 października dowódca 5 Gwardyjskiego Korpusu Pancernego gen. por. Andriej Krawczenko otrzymał rozkaz od gen. Watutina, by wspomóc oddziały walczące na przyczółku zanim będzie za późno. W drodze do Dniepru korpus Krawczenki musiał najpierw sforsować Desnę bez barek ani promów. Krawczenko zdecydował się wtedy na przejazd czołgów po dnie rzeki sięgającej w miejscu jej forsowania 2 m głębokości i 300 m szerokości. Szpary i otwory w czołgach zaklejono smarem, smołą lub brezentem. Spaliny i powietrze od i do silnika doprowadzono dzięki długiej rurze, która wystawała ponad powierzchnię wody. Była to pierwsza podwodna przeprawa czołgów w historii wojsk pancernych. Po sforsowaniu Desny nie do rozwiązania pozostawała kwiestia sforsowania Dniepru do momentu, gdy Rosjanie znaleźli dwie uszkodzone barki pozostawione przez Niemców przy brzegu rzeki, które szybko naprawiono. W nocy z 5 na 6 października przeprawiono przez Dniepr 60 z 90 czołgów Krawczenki. Po 24 godzinach przyczółek pod Liuteżem powiększono do 10 km szerokości i 6 km głębokości. W kolejnych dniach Armii Czerwonej udało się połączyć obydwa przyczółki do 15 km szerokości.

### Zmiana taktyki i przygotowania do uderzenia na Kijów

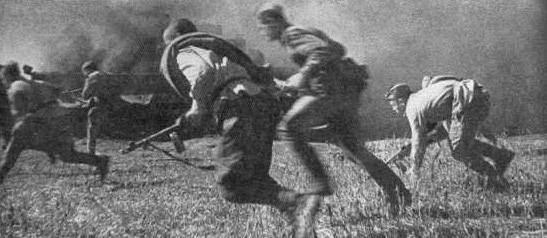
Armia Czerwona w natarciu, październik 1943 roku

12 października siły Armii Czerwonej podjęły próbę przerwania niemieckiej obrony na zakolu bukryńskim, wydostania się z tego zakola i rozwinięcia ofensywy w kierunku Kijowa. Jednak bez wsparcia czołgów 3 Gwardyjskiej Armii Pancernej, które nie były w stanie operować w podmokłym terenie zakola, atak zakończył się porażką. 21 października ponowiono próbę wyrwania się z przyczółka, jednak ta także zakończyła się niepowodzeniem. Po fiasku prób rozwinięcia ofensywy z przyczółka bukryńskiego na Kijów Stalin zadzwonił do Watutina i zaproponował mu zmianę kierunku natarcia na Kijów z przyczółka bukryńskiego na przyczółek liuteski. Na przyczółku bukryńskim Niemcy skoncentrowali duże siły, w tym jednostki pancerne i zmotoryzowane ze wsparciem lotnictwa. Teren sprzyjał także Niemcom w powstrzymywaniu uderzeń jednostek Armii Czerwonej. Sytuacja na przyczółku liuteskim wyglądała dokładnie na odwrót. Teren w tym rejonie był płaski i tym samym umożliwiał wykorzystanie dużej liczby czołgów. Niemieckie siły znajdujące się w rejonie tego przyczółka były bardzo skromne, dzięki czemu oddziały Armii Czerwonej walczące na tym przyczółku osiągnęły o wiele większe sukcesy, niż jednostki na przyczółku bukryńskim. Stalin zaproponował przerzucenie 3 Gwardyjskiej Armii Pancernej i jednostek wsparcia 40 Armii na przyczółek liuteski (tylko podczas nocy) skąd miały zaatakować Kijów, podczas gdy jednostki 27. i 40 Armii miały nadal atakować na przyczółku bukryńskim. Tym samym zamierzano zmylić przeciwnika.
Z tego powodu 24 października Stawka wydała dyrektywę z podpisem Stalina i gen. Aleksieja Antonowa (będącego szefem Sztabu Generalnego Armii Czerwonej) przeniesienia działań ofensywnych 1 Frontu Ukraińskiego na przyczółek liuteski. Zmiana pozycji 3 Gwardyjskiej Armii Pancernej i czterech dywizji strzeleckich miała zakończyć się 1–2 listopada. Na tę datę planowano rozpoczęcie ofensywy przez 1 Front Ukraiński, jednak 3 Gwardyjska Armia Pancerna miała ruszyć dopiero 3–4 listopada. W dyrektywie tej Stawka zdecydowała też o kierunku działań ofensywnych poszczególnych armii 1 Frontu Ukraińskiego. 1 Front Ukraiński miał obejść Kijów od północy, wyjść na tyły obrońców i zaatakować miasto od zachodu. Jednocześnie z przyczółka liuteskiego miały zaatakować 38 Armia i 3 Gwardyjska Armia Pancerna. Zakładano, że 38 Armia gen. Kiriłła Moskalenki razem z 5 Gwardyjskim Korpusem Pancernym, wspierane przez 7 Korpus Artylerii Przełamania gen. Pawła Korolkowa, przerwą obronę na odcinku Moszczun – Wyszgorod zapewniając wprowadzenie do wyłomu 3 Gwardyjskiej Armii Pancernej i 1 Gwardyjskiego Korpusu Kawalerii gen. Wiktora Baranowa po przeprawie przez Dniepr atakujących w kierunku Fastowa i Białej Cerkwi. Natomiast sama 38 Armia miała nacierać na Wasilków. Jednocześnie 60 Armii rozkazano atakować na Rowy i Dymer i dalej na południe między rzekami Zdwiż i Irpień w celu osłaniania atakującej 38 Armii. Dla ukrycia prawdziwego kierunku natarcia dwa dni wcześniej z przyczółka bukryńskiego miały rozpocząć działania 40 Armia gen. Filipa Żmaczenki i 27 Armia gen. Siergieja Trofimienki, symulujące atak w kierunku Kagarłyka i Białej Cerkwi.
Zmianę pozycji jednostek z przyczółka bukryńskiego na liuteski rozpoczęto nocą z 25 na 26 października. Przegrupowywano głównie 3 Gwardyjską Armię Pancerną i jednostki wsparcia armii ogólnowojskowych, w tym 7 Korpus Artylerii Przełamania. Armie na przyczółku bukryńskim (40., 27. i 47.) miały maskować przegrupowanie 3 Gwardyjskiej Armii Pancernej i innych jednostek poprzez postawienie wielu makiet czołgów i dział artyleryjskich. W przeciągu kilku nocy zamaskowane i skryte wojska przeniesiono na przyczółek liuteski, większość z nich była zmuszona do sforsowania po drodze Desny. Przyczółek ten był podobny do trójkąta równoramiennego, w którym boki składały się z: na wschodzie rzeki Dniepr, na zachodzie rzeki Irpień, a na południu 14-kilometrowego odcinka między miejscowościami Moszczun i Wyszgorod. Odległość z północny na południe wynosiła 19–20 km. Większa część przyczółka była pokryta lasami. Na północ od ujścia rzeki Irpień do Dniepru 13 i 60 Armia miały małe przyczółki. Południowa część przyczółka liuteskiego znajdowała się tylko 10 km od Kijowa. Na południowej części przyczółka 38 Armia miała 6 dywizji strzeleckich, a na dwukilometrowym odcinku na zachodnim brzegu rzeki Irpień – dwie dywizje. 5 Gwardyjski Korpus Pancerny z czechosłowacką 1 Samodzielną Brygadą zajmował pozycje koło miejscowości Nowi Petriwci, w której znajdowały się też dowództwa 38 Armii i 3 Gwardyjskiej Armii Pancernej.
Przesunięcie wojsk 3 Gwardyjskiej Armii Pancernej i innych jednostek na nowe pozycje zostało zauważone przez jednostki 4 Armii Pancernej gen. Hotha, jednak zła pogoda uniemożliwiła kontynuowanie rozpoznania lotniczego. Wojska Hotha wykryły także wojska radzieckie na przyczółku liuteskim, które Hoth chciał zlikwidować atakiem jednostek pancernych, ale Hitler odmówił przeprowadzenia takiego uderzenia. Ostatecznie na początku listopada Watutin posiadał na tym przyczółku trzy armie i jeden korpus pancerny, a po drugiej stronie rzeki jeszcze jeden korpus kawalerii. Na przyczółku Rosjanie posiadali także olbrzymie ilości artylerii.
Na początku listopada przeciwnikami 1 Frontu Ukraińskiego były 4 Armia Pancerna i 8 Armia Grupy Armii „Południe” oraz 2 Armia Grupy Armii „Środek”. Liczyły one ok. 500 tys. żołnierzy, do 6000 dział i moździerzy, 400 czołgów i dział szturmowych oraz 660 samolotów. Wokół przyczółka zajmowanego przez 38 Armię zbudowano trzy linie obrony o łącznej głębokości 14 km. Siły 1 Frontu Ukraińskiego liczyły 663 tys. żołnierzy, ok. 7000 dział i moździerzy, 675 czołgów i dział samobieżnych oraz 700 samolotów. Praktycznie siły obu stron były podobne, ale na kierunku głównego uderzenia Armia Czerwona posiadała trzy razy więcej ludzi, prawie pięć razy więcej artylerii i dziewięć razy więcej czołgów. W 51 Korpusie Strzeleckim 38 Armii na kilometr frontu przypadały 344 działa i moździerze, a w 50 Korpusie Strzeleckim – do 416.

## Bitwa

### Wyzwolenie Kijowa

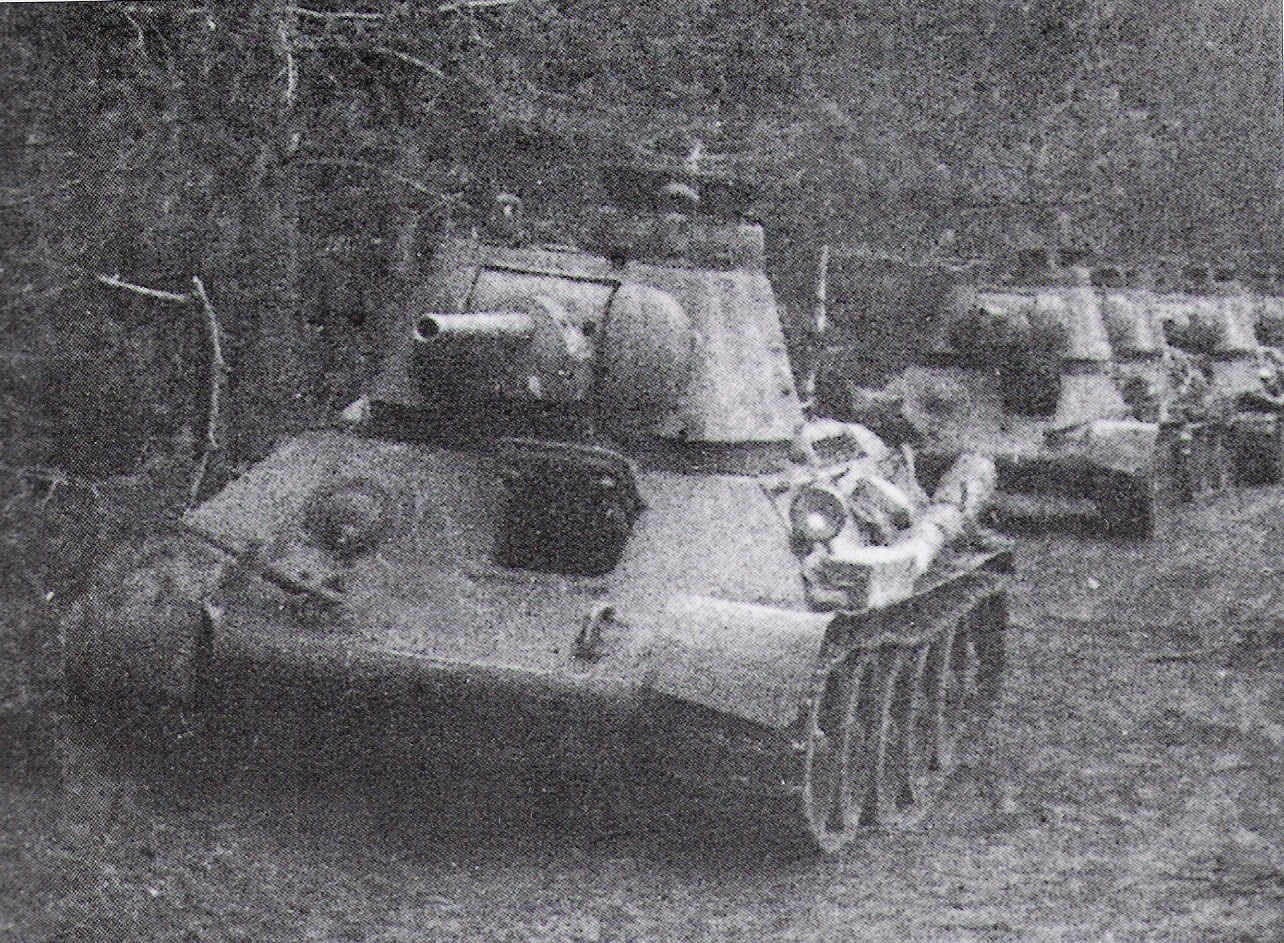
Radzieckie czołgi T-34 należące do 3 Gwardyjskiej Armii Pancernej nacierające w kierunku Kijowa

Działania rozpoczęły się zgodnie z planem 1 listopada atakiem armii zgromadzonych na przyczółku bukryńskim, które mimo silnego oporu powoli zdobywały teren. Dla uniknięcia przerwania obrony Niemcy skierowali tam trzy dywizje pancerne i jedną zmotoryzowaną. W wyniku tych działań pozorowany atak okazał się skuteczny. Właściwe natarcie rozpoczęło się 3 listopada na północy. W pierwszym rzucie nacierały armie 38. i 60. oraz część 5 Gwardyjskiego Korpusu Pancernego. Potężne uderzenie artyleryjskie wykonane przez 7 Korpus Artylerii Przełamania i artylerię korpusów strzeleckich 38 Armii zadało ogromne straty trzem niemieckim dywizjom piechoty (88., 68. i 208.), dzięki czemu do końca dnia grupa uderzeniowa przerwała front w wielu miejscach i posunęła się o 5–12 km. Wojska niemieckie kontratakowały 20 Dywizją Grenadierów Pancernych, 7 Dywizją Pancerną i częścią 8 Dywizji Pancernej powstrzymując tylko chwilowo natarcie radzieckie za cenę olbrzymich strat. W nocy 3 listopada czołgi 3 Gwardyjskiej Armii Pancernej gen. Rybałki przystąpiły do zmasowanego ataku z zapalonymi reflektorami i wyjącymi syrenami. Uprzedziły je zmasowana nawała ogniowa artylerii. Na pancerzach czołgów jechali żołnierze 167. i 136 Dywizji Strzeleckiej. Doprowadziło to do wybuchu paniki wśród niemieckich żołnierzy, przez co obrona niemiecka została szybko przełamana. Niemiecka 7 Dywizja Pancerna nie zdołała powstrzymać Rosjan od sforsowania rzeki Irpień (8 km na zachód od Kijowa) i przecięciu dróg prowadzących do Żytomierza i Fastowa, ważnych węzłów komunikacyjnych znajdujących się na południowy zachód od Kijowa. Oddziały 7. Dywizji Pancernej i 20 Dywizji Grenadierów Pancernych zostały wtedy zmuszone do wycofania się.
Jednostki Armii Czerwonej były cały czas wspierane przez Wojskowe Siły Powietrzne atakujące silne punkty oporu wroga i niszczące nieprzyjacielskie związki pancerne i piechoty. 1 i 2 listopada samoloty radzieckiej 2 Armii Lotniczej dowodzonej przez gen. Stiepana Krasowskiego przeprowadziły 640 lotów. W nocy z 2 na 3 listopada wykonano 207 misji – wszystkie przez lekkie bombowce. 3 listopada 988 lotów, połowa z nich przez bombowce. Lotnictwo myśliwskie także było aktywne i w tych samych dniach przeprowadziło 1145 lotów, głównie misji patrolowych nad przyczółkami Armii Czerwonej. W 36 walkach powietrznych zestrzelono 31 samolotów niemieckich. Działalność Luftwaffe ograniczyła się do 286 lotów.
4 i 5 listopada Watutin wprowadził do walki 1 Gwardyjski Korpus Kawalerii oraz drugie rzuty i rezerwy atakujących armii. Wśród tych ostatnich znajdowała się czechosłowacka 1 Samodzielna Brygada. Oddziały pancerne otrzymały rozkaz parcia naprzód za wszelką cenę bez oglądania się na wsparcie piechoty. Użycie wszystkich możliwych sił złamało do wieczora 4 listopada obronę na całej linii. 5 listopada wyzwolono Swiatoszyno. Tego dnia 60 Armia posunęła się o 20 km, zaś 38 Armia o 25 km. 23 Korpus Strzelecki 38 Armii drugiego rzutu nacierał w kierunku rzeki Irpień i 5 listopada dotarł do linii Żułany – zachodnie przedmieścia Kijowa. Z kolei 51 Korpus Strzelecki toczył już walki o Kijów. 3 Gwardyjska Armia Pancerna zdobyła punkty oporu w rejonie Bielicz u Swiatoszyna. Dopiero wtedy niemieckie dowództwo prawidłowo oceniło sytuację i zaczęło przerzucać oddziały z przyczółka bukryńskiego w kierunku Kijowa. Watutin, chcąc wyprzedzić niemiecki manewr, nakazał zwiększenie tempa ataku. W efekcie po południu 5 listopada oddziały 5 Gwardyjskiego Korpusu Pancernego doszły do północno-zachodnich przedmieść miasta i rozpoczęły walki o fabryki „Arsenał” i „Bolszewik”. Podchodzące ze wszystkich stron oddziały radzieckie w nocy z 5 na 6 listopada wdarły się do miasta, czołgi gen. Krawczenki wjechały na główną aleję Kijowa – Chreszczatyk. 6 listopada o godz. 4:00 nad ranem na święto Wielkiej Socjalistycznej Rewolucji Październikowej Kijów został wyzwolony.

### Dalsza ofensywa radziecka
Po wyzwoleniu Kijowa gen. Watutin zamierzał ścigać odchodzące wojska niemieckie w trzech kierunkach: na Żytomierz, Koziatyn i Białą Cerkiew, starając się wejść na ich tyły. Miało temu służyć natarcie na Owrucz. Spowodowało to rozciągniecie wojsk frontu na znacznej przestrzeni. Natomiast najważniejszym bieżącym zadaniem było wyzwolenie dwóch miast – Fastowa i Wasilkowa – leżących na południe od Kijowa. Pierwsze z nich wyzwoliła 7 listopada 91 Brygada Pancerna działająca wspólnie z czołowymi oddziałami 6 Gwardyjskiego Korpusu Pancernego. Po wyzwoleniu tego miasta oddziały radzieckie ruszyły na Koziatyn i Białą Cerkiew. Jednocześnie 38 Armia w ciągu dwóch dni, poruszając się wzdłuż drogi do Żytomierza, przebyła 50–60 km.
Już 7 listopada, dzień po wyzwoleniu Kijowa przez oddziały 1 Frontu Ukraińskiego, feldmarsz. Erich von Manstein zwrócił się do Hitlera o zgodę na przeprowadzenie kontrataku mającego na celu odbicie Kijowa, dokładnie tak samo jak to się stało na początku 1943 roku pod Charkowem. Kontruderzenie Manstein zamierzał wykonać trzema dywizjami pancernymi: 1., SS „Leibstandarte Adolf Hitler” i 25. Z powodu bardzo szybkiego posuwania się wojsk 1 Frontu Ukraińskiego po wyzwoleniu Kijowa Hitler zgodził się na przeprowadzenie kontrataku. Dowództwo Grupy Armii „Południe” planowało kontruderzenie wojsk pancernych na połowę listopada. XLVIII Korpus Pancerny wraz z trzema świeżymi dywizjami pancernymi i dywizją SS „Das Reich”, która toczyła wcześniej walki z jednostkami radzieckimi na przyczółku bukryńskim, miał zaatakować z rejonu Białej Cerkwi. Dodatkowo 4 Armię Pancerną Manstein wzmocnił dywizjami pancernymi z 8 Armii – 3. i 10. – oraz 198 Dywizją Piechoty i 20 Dywizją Grenadierów Pancernych.
XLVIII Korpus Pancerny nie zdążył do połowy listopada skoncentrować swoich sił, a jednocześnie sytuacja w rejonie na południowy zachód od Kijowa pogarszała się z powodu szybko nacierających oddziałów radzieckich. Z tego powodu do zabezpieczenia rejonu rozwinięcia korpusu pod Fastowem Niemcy skierowali 25 Dywizję Pancerną, która swoje działania pod tym miastem rozpoczęła już 7 listopada. Pomiędzy niemiecką dywizją pancerną a radzieckimi 55 Brygadą Pancerną gen. Dragunskiego i 71 Brygadą Zmechanizowaną płk. Łupowa (obie należące do 3 Gwardyjskiej Armii Pancernej) wywiązały się ciężkie walki w rejonie wsi Pawołocz i Popielnia – obie leżące 35–40 km na południowy zachód od Fastowa. Brygady te miały za zadanie nacierać dalej na zachód po wyzwoleniu Fastowa 7 listopada. Walki trwały mniej więcej do połowy listopada, podczas których 25 Dywyizja Pancerna poniosła ciężkie straty, a brygadom radzieckim udało się oderwać od przeciwnika i dotrzeć do głównych sił 1 Frontu Ukraińskiego.
Działania 25 Dywizji Pancernej zaalarmowały dowództwo 1 Frontu Ukraińskiego i uświadomiły, iż Niemcy planują przeprowadzenie działań o znacznie większej skali w tym rejonie. O niemieckich planach dowiedział się także wywiad radziecki. Dodatkowo jednostki uderzeniowe frontu rozprzestrzeniły się na wielkie odległości, z dala od baz zaopatrzeniowych i wojsk wsparcia w postaci lotnictwa i artylerii. Z tego powodu wieczorem 12 listopada, za zgodą Stawki, wydano rozkaz wstrzymania natarcia wojsk radzieckich. Jednocześnie Stawka rozkazała do końca listopada i początku grudnia koncentrację w rejonie Kijowa dużych rezerw: 1 Gwardyjską Armię, 18 Armię, 1 Armię Pancerną i dwa korpusy pancerne.

### Kontruderzenie Mansteina

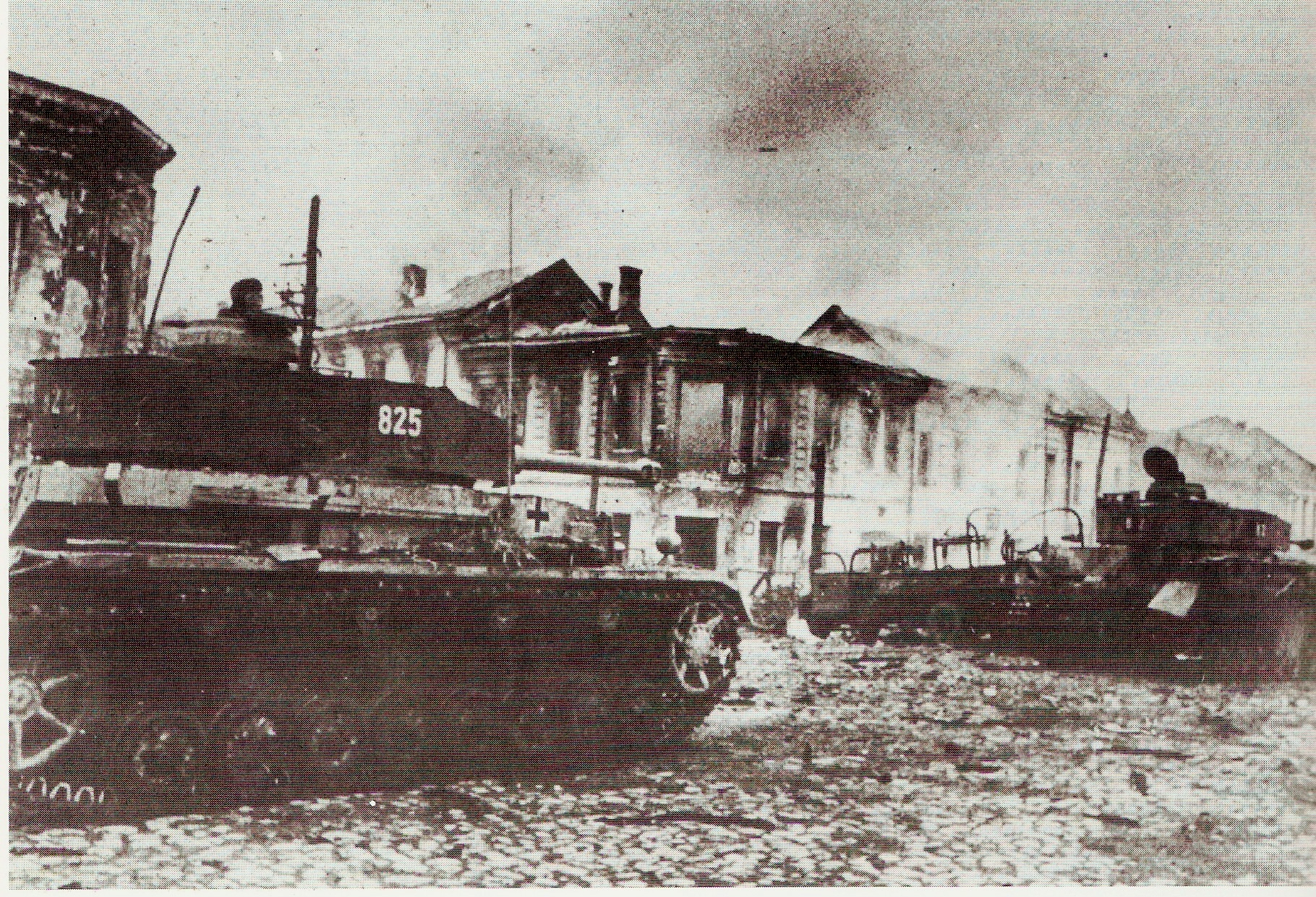
Niemieckie czołgi PzKpfw IV w Żytomierzu podczas niemieckiego kontruderzenia

Tuż przed rozpoczęciem kontruderzenia nowo mianowany dowódca 4 Armii Pancernej gen. Erhard Raus odrzucił plan zaatakowania z rejonu Białej Cerkwi. Zamiast tego XLVIII Korpus Pancerny, składający się z sześciu dywizji pancernych i jednej dywizji piechoty, jego armii miał najpierw ruszyć na Żytomierz (wyzwolony 12 listopada), by zniszczyć oddziały radzieckie w rejonie tego miasta. Dopiero wtedy miano atakować na Kijów. Decyzja ta została mocno skrytykowana przez innych dowódców niemieckich, ponieważ ich zdaniem uderzenie z zachodu nie gwarantowało powodzenia. Została ona jednak zaakceptowania przez Mansteina.
15 listopada Niemcy przystąpili do kontruderzenia. Wojska niemieckie zaatakowały w dwóch kierunkach: z miejscowości Iwnica 7 Dywizją Pancerną, 20 Dywizją Grenadierów Pancernych i dwoma dywizjami piechoty na Żytomierz i na wschód od niego oraz z miejscowości Kornyn i Chodorków na północ XLVIII Korpusem Pancernym. Oddziały na pomocniczym kierunku w rejonie Iwnicy zdołały wyjść na tyły 23 Korpusu Strzeleckiego 38 Armii, który razem z 1 Gwardyjskim Korpusem Kawalerii bronił Żytomierza. Tego samego dnia 7 Dywizja Pancerna wspólnie z 8 Dywizją Pancerną nacierającą na Żytomierz od zachodu przekroczyły rzekę Teterew i weszły na drogę Żytomierz–Kijów. Oddziały radzieckie broniące Żytomierza znalazły się w półokrążeniu i z tego powodu 20 listopada opuściły miasto wycofując się na północ w rejon Czerniachowa. Natarcie XLVIII Korpusu Pancernego na pozycje 17 Korpusu Strzeleckiego i grupy pancernej, która wzmocniła 38 Armię, także przebiegało pomyślnie, w szczególności po tym jak korpus ten został wzmocniony 7. i 19 Dywizją Pancerną.
Uderzenie wojsk niemieckich nie było żadnym zaskoczeniem dla Rosjan, którzy już w pierwszych dniach stawili zaciekły opór, jednak przewaga Niemców w wojskach pancernych była ogromna. Między 16 a 18 listopada gwałtowne walki toczono o miejscowość Brusiłów, która posiadała wzmocniony artylerią garnizon. 17 i 18 listopada wojska radzieckie kontratakowały na Korosteszów i Brusiłów, jednak kontrataki zakończyły się porażką. Jednocześnie Rosjanie odnieśli kilka sukcesów na północy. 17 listopada 60 Armia wyzwoliła Korosteń, a dzień później 13 Armia – Owrucz. Tak samo natarcie dywizji SS „Leibstandarte Adolf Hitler” na Brusiłów zakończyło się niepowodzeniem. Ze 100 czołgów tej dywizji, które uderzyły na miejscowość połowa została zniszczona, a reszta musiała się wycofać. Sytuację uratowały jednostki na skrzydłach dywizji, a mianowicie 7 Dywizja Pancerna i 20 Dywizja Grenadierów Pancernych na lewym skrzydle i 1 oraz 19 Dywizja Pancerna na prawym skrzydle. Wieczorem 21 listopada siły XLVIII Korpusu Pancernego zamknęły w okrążeniu Brusiłów i do 24 listopada zlikwidowały obronę. Jednak ku zdziwieniu Niemców do niewoli wzięto minimalną liczbę jeńców, ponieważ gen. Watutin wydał wcześniej rozkaz o opuszczeniu Brusiłowa, zanim został on okrążony.
W tym czasie Stalin przysłał gen. Konstantego Rokossowskiego, by zapoznał się on z sytuacją na odcinku 1 Frontu Ukraińskiego. Rokossowski po zapoznaniu się z sytuacją i rozmowie z gen. Watutinem stwierdził, że sukcesy niemieckie były spowodowane pasywną postawą 1 Frontu Ukraińskiego. Rokossowski uważał, że Watutin zamiast się bronić powinien przejść do ofensywy. Watutin wytłumaczył Rokossowskiemu, że nie podjął ofensywnych przeciwdziałań przeciwko wrogowi z powodu bliskiej odległości stolicy Ukrainy. Rokossowski zaradził natychmiastowe przejście do działań ofensywnych, które rozpoczęto 24 grudnia 1943 roku.
4 Armia Pancerna kontynuowała natarcie, tym razem XIII Korpusem Armijnym znajdującym się w rejonie Żytomierza. Korpus ten był jednak za słaby, więc natarcie ponowił ponownie XLVIII Korpus Pancerny. 6 grudnia o godz. 6:00 rano trzy niemieckie dywizje pancerne (7., 1. i SS „Leibstandarte Adolf Hitler”) ruszyły do ataku na Radomyśl wzdłuż drogi Żytomierz–Korosteń. Do wieczora linie obronne 60 Armii gen. Czerniachowskiego zostały przerwane na odcinku 32 km. Uderzenie kontynuowano w nocy. Walki toczono między rzekami Teterew i Irsza. Teren zdobyty przez korpus pancerny został obsadzony przez XIII Korpus Armijny. Do 15 grudnia działania korpusu pancernego w tym rejonie wygasły. W tym samym czasie na północ od Radomyśla LIX Korpus Armijny zdobył Korosteń. Zdobycie tego miasta zabezpieczyło lewe skrzydło 4 Armii Pancernej.
Gen. Raus rozkazał XLVIII Korpusowi Pancernemu przeprowadzenie oskrzydlającego uderzenia na Mełenę. Atak ten został przeprowadzony w celu zlikwidowania zagrożenia jakim była możliwość wklinowania się oddziałów radzieckich między XIII a LIX Korpusem Armijnym. Natarcie rozpoczęło się 16 grudnia o godz. 9:00 rano. W ataku brały udział 1. i 7 Dywizja Pancerna oraz dywizja SS „Leibstandarte Adolf Hitler”, których celem było okrążenie jednostek radzieckich pod Mełeną. Opór Armii Czerwonej był jednak ogromny i 21 grudnia przeszła ona do kontruderzenia. Niemcy zostali kompletnie zaskoczeni, gdy przy zabitym radzieckim majorze znaleziono mapy operacyjne, z których wynikało, że opór niemieckim dywizjom stawiają trzy korpusy pancerne i cztery ogólnowojskowe. Z tego powodu wszystkie niemieckie dywizje, z wyjątkiem „Leibstandarte”, która nadal podejmowała próby zdobycia Mełeny i połączenia się z 7 Dywizją Pancerną na południu, przeszły do obrony. 22 grudnia natarcie „Leibstandarte” stanęło, udało jej się tylko odeprzeć uderzenia dwóch radzieckich korpusów pancernych. 23 grudnia cały XLVIII Korpus Pancerny rozpoczął odwrót.

## Po bitwie
Kijów znajdował się pod okupacją niemiecką przez 778 dni. Niemcy wymordowali i wytruli gazem 195 tys. ludzi. Ponad 100 tys. zostało deportowanych na roboty do Niemiec. Przed zdobyciem miasta w 1941 roku mieszkało w nim 900 tys. ludzi – po wyzwoleniu zaledwie 180 tys. przeżyło. Najbardziej znaną zbrodnią w okolicach Kijowa dokonaną przez okupanta niemieckiego była zbrodnia w Babim Jarze, gdzie pomiędzy 29 a 30 września 1941 roku Sonderkommando 4a SS-Standartenführera Paula Blobela z Einsatzgruppe C, jednostki dowodzone przez wyższego dowódcę SS i policji Friedricha Jeckelna, trzy różne bataliony policyjne i wydzielone jednostki Wehrmachtu rozstrzelały 33 771 Żydów kijowskich. Miasto zostało w większości kompletnie zniszczone, do tego wywożono wszystko o jakiejkolwiek wartości, w tym metale, obrazy i rzeźby.
W wyniku listopadowego kontruderzenia Mansteina Niemcom udało się cofnąć linię frontu na północny wschód o 50–60 km, dzięki czemu przyczółek kijowski na Dnieprze zmniejszył się do 75 km głębokości i 200 km szerokości. Było to ostatnie przeciwuderzenie feldmarsz. Mansteina podczas II wojny światowej. Podczas Kijowskiej Strategicznej operacji Ofensywnej (3–12 listopada) oddziały Armii Czerwonej rozbiły 15 niemieckich dywizji, wzięły do niewoli 41 000 żołnierzy, zniszczyły lub zdobyły 600 czołgów i dział szturmowych, 1200 dział i moździerzy, 90 samolotów i 1900 samochodów. Straty wojsk radzieckich wyniosły 30 569 żołnierzy, w tym 6491 bezpowrotnie (zabitych lub zaginionych). Straty w sprzęcie wyniosły: 271 czołgów, 104 działa, 125 samolotów. W Kijowskiej Strategicznej operacji Obronnej (13 listopada – 22 grudnia) 1 Front Ukraiński stracił 87 473 żołnierzy, w tym 26 443 bezpowrotnie. Straty niemieckie są trudne do ustalenia, ale według gen. Moskalenki tylko w dniach od 11 do 17 listopada między Żytomierzem a Fastowem wojska jego armii zniszczyły 390 niemieckich czołgów i dział szturmowych oraz 68 samochodów pancernych. W walkach poległo 9000 niemieckich żołnierzy.
24 grudnia 1943 roku Rosjanie rozpoczęli operację dnieprowsko-karpacką. Działania 1 Frontu Ukraińskiego w pierwszym etapie tej operacji zakończyły się pełnym sukcesem, wyzwalając wiele miast spod okupacji niemieckiej, w tym Żytomierz, Białą Cerkiew, Berdyczów i Nowogród Wołyński.
Feldmarsz. Erich von Manstein i szef sztabu XLVIII Korpusu Pancernego gen. Friedrich von Mellenthin w swoich wspomnieniach uważają, że kontruderzenie na Kijów nie udało się z powodu błota i rozmokłego śniegu, które utrudniało operowanie wojsk pancernych. W rzeczywistości niemiecki kontratak został powstrzymany przez odpowiednio szybko i wcześnie przygotowane oddziały radzieckie, gotowe na niemieckie działania ofensywne. Początkowe sukcesy wojsk niemieckich wynikały, według gen. Rokossowskiego, z pasywnej postawy 1 Frontu Ukraińskiego.